# Centrodraco otohime
Centrodraco otohime är en fiskart som beskrevs av Tetsuji Nakabo och Yamamoto, 1980. Centrodraco otohime ingår i släktet Centrodraco och familjen Draconettidae. Inga underarter finns listade i Catalogue of Life.